# ポロモイ岳
ポロモイ岳（ポロモイだけ）は、北海道の斜里郡斜里町と目梨郡羅臼町にまたがる標高992.1mの山である。山頂には三等三角点「萌礼牛」が設置されている。

## 概要
知床半島の主稜線北部に位置する山である。南部にはポロモイ台地と呼ばれる台地が広がっており、知床沼が形成されている。
山名はアイヌ語の「poro-moy（大きい・湾）」が由来である。「大きい湾」とは現在の羅臼町の化石浜のことであり、かつては「ポロモイ」と呼ばれていた。三角点名は羅臼町側を流れるモイレウシ川に由来し、アイヌ語で「moyre-us（静かである・入り江）」を意味する。

## 登山
アプローチが非常に困難であり、羅臼町側は道道87号が相泊集落まで、斜里町側は道道93号がチャカババイ川付近までしか伸びていないため、そこからは徒歩で山頂を目指すことになる。登山道も存在しないため、残雪期に登られることが多いほか、無雪期の知床はヒグマが多く生息・活動するためかなり危険である。